# Louis-Michel Lepeletier de Saint-Fargeau

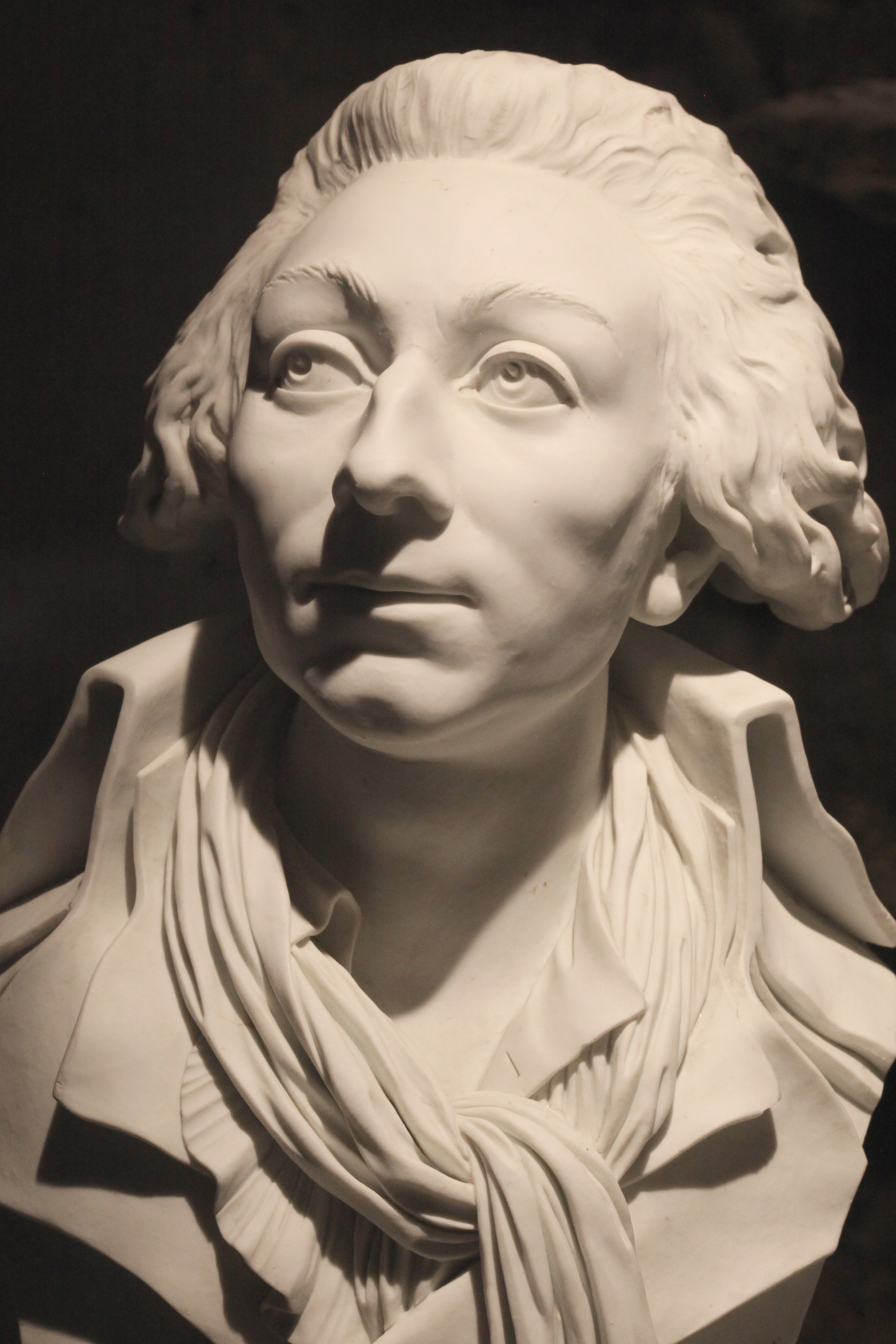
Louis-Michel Lepeletier de Saint-Fargeau

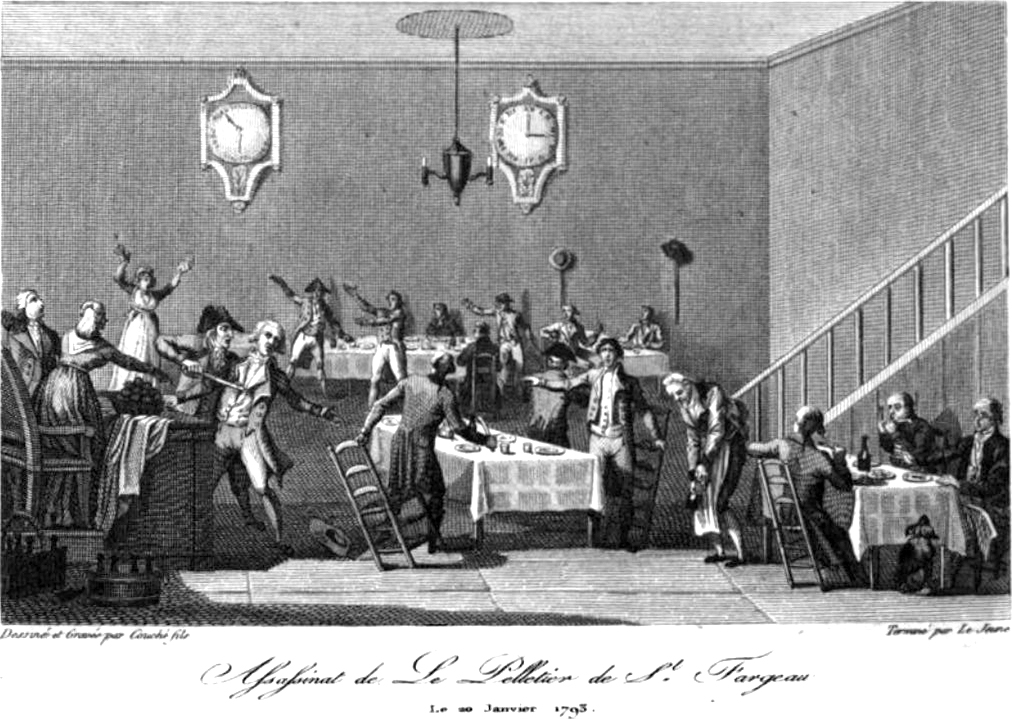
De moord op Lepeletier

Louis-Michel Lepeletier, markies van Saint-Fargeau (Parijs, 29 mei 1760 – aldaar, 20 januari 1793) was een Frans jurist en politicus tijdens de Franse Revolutie. Hij was lid van de Nationale Grondwetgevende Vergadering en van de Nationale Conventie. Zijn dood door een politieke moord maakte hem tot een martelaar van de Revolutie.

## Biografie
Louis-Michel Lepeletier werd geboren in een vermogende familie uit de ambtsadel. Zijn jongere broer was Amédée Louis. Hij werd een advocaat in dienst van de gevangenis Grand Châtelet bij het Place du Châtelet. In 1785 werd hij advocaat-generaal en vier jaar later werd hij verkozen in het Parlement van Parijs. In datzelfde jaar werd hij ook afgevaardigde van de adel in de Staten-Generaal.
Aanvankelijk deelde Lepeletier de conservatieve ideeën van zijn klasse, maar hij draaide bij en werd een radicaal. Zo was hij er een voorstander van dat Jacques Necker teruggehaald werd. Hij wist vooral veel populariteit te verkrijgen toen hij pleitte voor de afschaffing van de doodstraf door die te vervangen voor een gevangenisstraf. Als drijvende kracht achter de Code pénal van 1791 realiseerde hij een strafrecht dat meer consisent, proportioneel en humaan was. De doodstraf bleef uiteindelijk behouden, maar voor een drastisch ingeperkt aantal misdaden. Ook pleitte hij voor het principe dat strafrecht alleen zou gaan over échte misdaden, en zich niet zou laten leiden door bijgeloof, feodalisme, het belastingssysteem, of despotisme.. Zo werd bijvoorbeeld voor het eerst in Europa sodomie niet langer als misdrijf weerhouden.
Op 6 september 1792 werd Lepeletier verkozen in de Nationale Conventie. Daar hield hij zich bezig met de hervorming van het onderwijs. Deze plannen werden onder meer gesteund door Robespierre. In januari 1793 stemde Lepeletier voor de dood van de voormalige koning Lodewijk XVI. 
Op 20 januari 1793, een dag voor de executie van de koning, werd Lepeletier vermoord in een restaurant in het Palais-Royal. De dader Philippe Nicolas Marie de Pâris was een lid van het Garde du corps du roi. Hij dreef zijn verborgen sabel in de buik van Lepeletier. De Conventie gaf een Lepeletier een grootse uitvaart en maakte hem tot de eerste martelaar van de Revolutie. Zijn lichaam werd enige tijd neergelegd op het Place Vendôme onder het standbeeld van Lodewijk XIV. Hij werd vervolgens begraven in het Pantheon. Zijn elfjarige dochter Suzanne werd door haar vaders dood een beroemdheid.

## Eerbewijzen
- Een paar maanden na zijn dood werd er in het Opéra-Comique een musical over zijn leven en dood gehouden met muziek van Matthieu Frédéric Blasius.
- Jacques-Louis David schilderde het schilderij De laatste momenten van Michel Lepeletier over zijn dood. Het schilderij is thans verloren.
- Het metrostation Saint-Fargeau is naar hem vernoemd.

## In fictie
Lepeletier komt voor in de game Assassin's Creed Unity, waar hij wordt neergezet als een geheim lid van de Tempeliers en hij een doelwit is van het hoofdpersonage Arno Dorian.

## Voetnoten
1. ↑  "Livre III ... du code pénal". Choix de rapports, opinions et discours prononcés à la tribune nationale (in French). VI. Paris: A. Eymery. 1819. p. 325: ces délits factices, créés par la superstition, la féodalité, la fiscalité et le despotisme

1791: Honoré Gabriel de Riqueti, graaf van Mirabeau · Voltaire · 
1793: Louis-Michel Lepeletier de Saint-Fargeau · Auguste Marie Henri Picot de Dampierre · 
1806: François Denis Tronchet · Claude-Louis Petiet ·
1807: Jean-Baptiste-Pierre Bevière · Louis-Joseph-Charles-Amable d'Albert de Luynes · Jean-Étienne-Marie Portalis · Louis-Pierre-Pantaléon Resnier · 1808: Antoine-César de Choiseul-Praslin · Jean-Frédéric Perregaux · Jean-Pierre Firmin Malher · Pierre Jean Georges Cabanis · François Barthélemy Beguinot ·
1809: Girolamo Luigi Durazzo · Jean-Baptiste Papin · Joseph-Marie Vien · Pierre Garnier de Laboissière · Justin Bonaventure Morard de Galles · Jean-Pierre Sers · Emmanuel Crétet ·
1810: Louis Charles Vincent Le Blond de Saint-Hilaire · Jean Lannes · Giovanni Battista Caprara · Charles Pierre Claret de Fleurieu · Jean-Baptiste Treilhard ·
1811: Nicolas Marie Songis des Courbons · Charles Erskine de Kellie · Alexandre-Antoine Hureau de Sénarmont · Michel Ordener · Louis Antoine de Bougainville · Ippolito Antonio Vincenti-Mareri · 
1812: Jan Willem de Winter · Jean Marie Pierre Dorsenne · Auguste Jean-Gabriel de Caulaincourt · 
1813: Joseph-Louis Lagrange · Jean-Ignace Jacqueminot · Hyacinthe-Hughes Timoléon de Cossé-Brissac · Justin de Viry · Jean Rousseau · Frédéric Henri Walther · 
1814: Jean-Nicolas Démeunier · Jean Louis Ébenezel Reynier · Claude Ambroise Régnier · 
1815: Claude Juste Alexandre Legrand · Antoine-Jean-Marie Thévenard ·
1829: Jacques-Germain Soufflot ·
1885: Victor Hugo ·
1889: Théophile Malo Corret de La Tour d'Auvergne · Lazare Carnot · Jean-Baptiste Baudin · François Séverin Marceau ·
1894: Marie François Sadi Carnot ·
1907: Marcellin Berthelot ·
1908: Émile Zola ·
1920: Léon Gambetta ·
1924: Jean Jaurès ·
1933: Paul Painlevé ·
1948: Paul Langevin · Jean Perrin ·
1949: Félix Éboué · Victor Schoelcher ·
1952: Louis Braille ·
1964: Jean Moulin ·
1987: René Cassin ·
1988: Jean Monnet ·
1989: Henri Grégoire · Gaspard Monge · Nicolas de Condorcet ·
1995: Marie Curie · Pierre Curie ·
1996: André Malraux ·
2002: Alexandre Dumas père ·
2018: Simone Veil en haar man